# Idioma protourálico
El Protourálico es la lengua reconstruida no certificada ancestral de la familia de lenguas urálicas modernas. Se cree que el idioma hipotético se habló originalmente en un área pequeña alrededor del 7000-2000 a. C. y se expandió para dar protolenguas diferenciados. Algunas investigaciones más recientes han empujado la "patria proto-urálica" al este de los Montes Urales hacia Siberia occidental.

## Primeros descendientes
Según el modelo tradicional de árbo, el protouralico divergió en el protosamoyedo y en el protofinoúgrio.  Sin embargo, el protofinoúgrio reconstruido difiere poco del protourálico, y muchas diferencias aparentes se derivan de los métodos utilizados. Por lo tanto, el protofinoúgrio no puede estar separado del protourálico. Otra reconstrucción de la división del protourálico tiene tres ramas (fino-pérmica, ugria y samoyeda) desde el principio.

### Modelo "Comb"
A principios del siglo XXI, estos modelos en forma de árbol han sido cuestionados por la hipótesis de que un mayor número de protolenguas daban una imagen de un "comb" lingüístico en lugar de un árbol. Así, los grupos de segundo orden del filo urálico serían entonces: sami, finés, mordvinico, mari, pérmico, húngaro, mansi, janti y samoyedo, todos en igualdad de condiciones. Este orden es tanto el orden de las posiciones geográficas como el de la similitud lingüística, siendo las lenguas vecinas más similares que las lejanas.

## En la cultura popular
- La película Unna ja Nuuk (2006) tiene un extenso diálogo en protofino-sámico reconstruido (protofinés temprano), la protolengua de las lenguas finosámicas[2][3]